# Regering-Demotte I (Franse Gemeenschap)
De regering-Demotte I (20 maart 2008 - 16 juli 2009) was een Franse Gemeenschapsregering, onder leiding van Rudy Demotte. Rudy Demotte is de eerste persoon die zowel minister-president van de Waalse regering als van de Franse Gemeenschapsregering was. De regering bestond uit de twee partijen: PS (41 zetels) en cdH (17 zetels). De regering volgde de regering-Arena op, na het ontslag van minister-president Marie Arena om minister van Maatschappelijke Integratie, Pensioenen en Grote Steden te worden in de regering-Leterme I en werd opgevolgd door de regering-Demotte II, die gevormd werd na de verkiezingen van 7 juni 2009.

## Samenstelling
De regering-Demotte I telde zeven ministers: vijf voor de PS en twee voor de PSC.
| Ambtsbekleder | Ambtsbekleder | Ambtsbekleder                  | Functie en bevoegdheden           | Functie en bevoegdheden                                                | Termijn                      | Partij |
| ------------- | ------------- | ------------------------------ | --------------------------------- | ---------------------------------------------------------------------- | ---------------------------- | ------ |
|               |               | Rudy Demotte (1963)            | Minister-president / Minister     |                                                                        | 20 maart 2008 - 16 juli 2009 | PS     |
|               |               | Marie-Dominique Simonet (1959) | Viceminister-president / Minister | Hoger Onderwijs, Wetenschappelijk Onderzoek en Internationale Relaties | 20 maart 2008 - 16 juli 2009 | cdH    |
|               |               | Michel Daerden (1949-2012)     | Viceminister-president / Minister | Begroting, Financiën, Ambtenarenzaken en Sport                         | 20 maart 2008 - 16 juli 2009 | PS     |
|               |               | Christian Dupont (1947)        | Minister                          | Verplicht Onderwijs                                                    | 20 maart 2008 - 16 juli 2009 | PS     |
|               |               | Fadila Laanan (1963)           | Minister                          | Cultuur en het Audiovisuele                                            | 20 maart 2008 - 16 juli 2009 | PS     |
|               |               | Catherine Fonck (1968)         | Minister                          | Kinderen, Jeugdzorg en Gezondheid                                      | 20 maart 2008 - 16 juli 2009 | cdH    |
|               |               | Marc Tarabella (1963)          | Minister                          | Jeugd en Onderwijs voor Sociale Promotie                               | 20 maart 2008 - 16 juli 2009 | PS     |

Moureaux I · 
Monfils · 
Moureaux II · 
Féaux · 
Anselme · 
Onkelinx I · 
Onkelinx II · 
Hasquin ·
Arena ·
Demotte I ·
Demotte II ·
Demotte III ·
Jeholet ·
Degryse